# Calle Echegaray (Pontevedra)
La calle Echegaray es una calle de la ciudad española de Pontevedra situada entre A Moureira y el Ensanche.

## Origen del nombre
La calle rinde homenaje al político e ingeniero y Premio Nobel de Literatura en 1904 José Echegaray (1832-1916). Echegaray solía pasar los veranos en Pontevedra, donde poseía un chalé en la carretera en dirección a Marín.

## Historia
A finales del siglo XIX, la construcción del puente de la Barca impulsó la apertura de una nueva vía en la ciudad del Lérez, concebida para mejorar la conexión urbana. El Gobierno local buscaba enlazar el puente y la carretera de la costa con la Alameda, consolidando así la expansión del entramado viario de Pontevedra.
El 8 de abril de 1897, el Ayuntamiento de Pontevedra decidió requerir a la empresa concesionaria de la vía férrea Pontevedra-Carril por causa de las implicaciones que suponía su cruce con las calles Rúa Nueva de Arriba y rúa Nueva de Abajo, la creación de una calle de 10 metros de ancho, paralela a la Rúa Nueva de Arriba, para facilitar la comunicación con la carretera de El Grove.
El 16 de julio de 1901, se acordó dar el nombre de Echegaray a esta vía, que, desde la Alameda, conducía hacia el puente de la Barca, aún en fase de construcción.
En 1962 se terminó la construcción del ambulatorio Virgen Peregrina en la esquina derecha al inicio de la calle, obra del arquitecto Alfonso Barreiro Buján.
Entre 2019 y 2020, la calle fue completamente reformada para adecuarse al modelo urbano imperante en Pontevedra. Uno de los cambios más destacados de esta renovación fue la ampliación de las aceras, elemento clave de la transformación. Desde su creación en 1901 hasta su reforma en 2019 la calle siempre tuvo una gran densidad de tráfico.

## Descripción

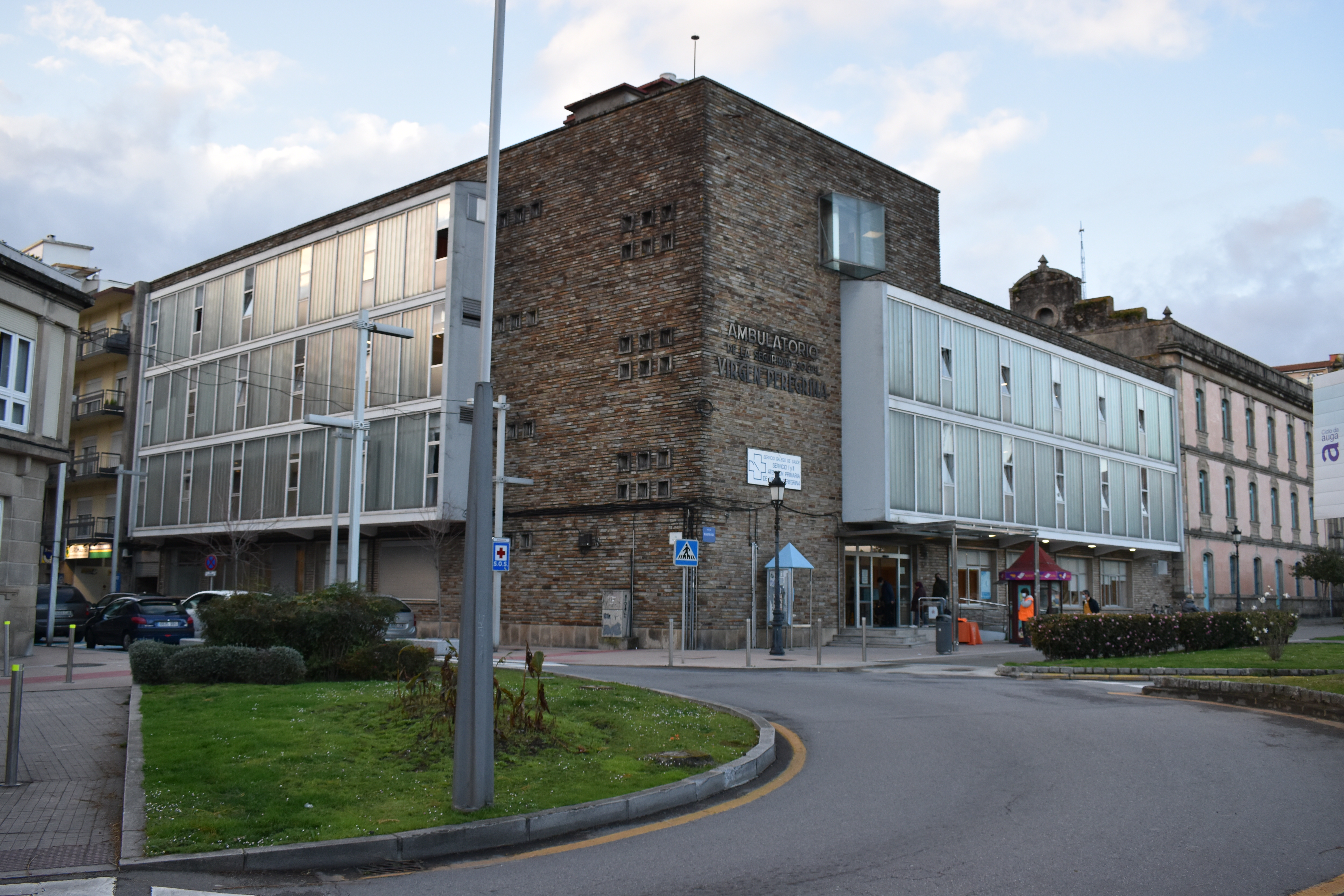
Ambulatorio Virgen Peregrina en el inicio de la calle.

Es una calle de 250 metros de longitud y 10 metros de ancho de media, situada entre el barrio de A Moureira y el Ensanche de Pontevedra, funcionando como principal vía de salida por el puente de la Barca hacia Combarro,  Sangenjo y otros destinos del norte de la ría de Pontevedra.  Se trata de una calle llana y recta, con una orientación noroeste-sudeste. En su trazado no confluye ninguna otra calle, siendo la edificación en la misma continua.
La calle Echegaray cuenta con 1804 metros cuadrados de uso peatonal y 1634 dedicados a aparcamientos en línea y a la calzada con un carril de circulación en dirección de salida de la ciudad.
Los edificios de esta calle tienen, en promedio, siete plantas, y la mayoría fueron construidos entre 1970 y 1990. Sin embargo, dos construcciones destacan por su valor histórico: en el número 1, una casa tradicional de piedra de 1934 con jardín con arbustos y una imagen en piedra de la Virgen Peregrina, y en el número 11, un edificio de principios del siglo XX, reconstruido en 2022. En este caso, se integró la fachada original en la nueva edificación, conservando su diseño característico de Pontevedra, con sus habituales variaciones en el gablete de coronación con un balcón como elemento singular.
La calle Echegaray es una calle comercial con numerosos establecimientos comerciales como supermercado, frutería, pescadería, cafetería o perfumería, entre otros. Entre los servicios destaca en su inicio el Centro de Salud Virgen Peregrina y los Colegios Oficiales Provinciales de Pontevedra de Médicos y de Farmacéuticos.
La calle se encuentra arbolada con 4 arces plateados dispuestos en el lado noroeste y en el centro de la vía. 